# HM Revenue and Customs

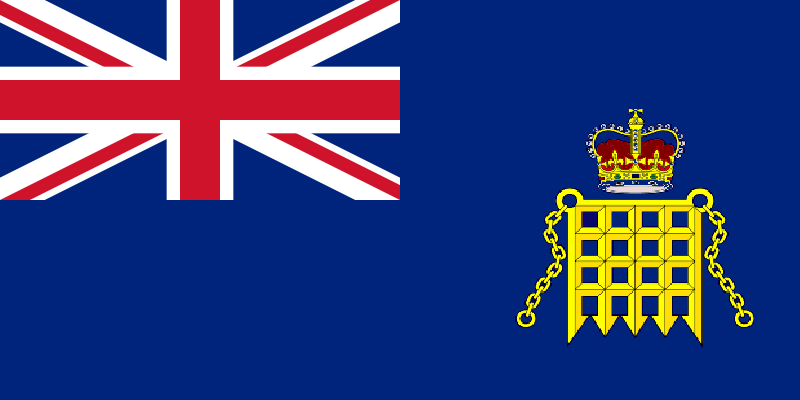
HMRC:s flagga

His Majesty’s Revenue and Customs (HMRC) är den brittiska skatte- och tullmyndigheten, egentligen ett departement utan minister i den brittiska regeringen med ansvar för att kräva in av skatter, import- och exportkontroll och ansvar för den nationella minimiinkomsten. Organisationen startades april 2005 genom en sammanslagning av de tidigare myndigheterna Inland Revenue och Her Majesty’s Customs and Excise. Samtidigt upprättades en separat myndighet, Revenue and Customs Prosecutions Office, för att driva rättsfall i skatte- och tullmål.
Gradbeteckningar för uniformerad personal
| Tjänstebenämning         | Assistant Officer | Officer  | Higher Officer            | Senior Officer |
| Likställd grad i polisen | Constable         | Sergeant | Inspector Chief Inspector | Superintendent |
| Gradbeteckning           |                   |          |                           |                |